# Wigerus Vitringa
Wigerus Vitringa (født 8. oktober 1657 i Leeuwarden, død 18. januar 1725 i Wurdum) var en advokat og maler fra 1600-tallet. Han var især kendt for sine malerier af havne- og havudsigter.

## Liv og gerning
Vitringa kom fra en familie af advokater og teologer fra Leeuwarden. Han studerede også selv jura ved Universitetet i Franeker, hvilken han afsluttede den 4. juli 1678. Efter uddannelsen bosatte han sig i Leeuwarden som advokat ved Hof fan Fryslân (et regeringskollegium, ikke at forveksle med den frisiske statholder). Foruden sine aktiviteter som advokat malede han portrætter og senere også havudsigter.
Senere var Vitringa bosiddende i Alkmaar, hvor han ikke udviste så stor interesse for at male. Han var medlem af Sankt Lukasgildet i Alkmaar fra 1696 til 1706.
Derefter vendte han tilbage til Leeuwarden. Som følge af, at hans syn blev stadig mere svækket af en øjenlidelse, kunne han ikke efter 1706 ikke længere male malerier. Han fortsatte dog med at undervise elever i maleri. En af hans studerende var Taco Hayo Jelgersma fra Harlingen. Jelgersma har lavet en række portrætter af Vitringa.
Vitringa døde i 1725 i Wirdum.
Vitringas arbejde er stærkt inspireret af malerier af Ludolf Bakhuizen, en af hans lærere. Derfor er en række værker af Vitringa også tidligere blevet tilskrevet Bakhuizen. Også Richard Brakenburg fra Haarlem har været lærer for Vitringa.